# 第2回アメリカ連合国議会
第2回アメリカ連合国議会（だい2かいアメリカれんごうこくぎかい）はアメリカ連合国の2回目にして最後の立法議会であった。議員は1863年11月の選挙で選ばれ、南北戦争終結とアメリカ連合国の敗戦で2年の任期のうち1年しか任期がなかった。

## 会期
第2回議会はバージニア州リッチモンドの連合国議事堂で行われた。
- 第1期 - 1864年5月2日から1864年6月14日まで
- 第2期 - 1864年11月7日から1865年3月18日まで

## 運営部

### 下院議長
- トマス・スタンホープ・ボコック（バージニア州）: 1862年2月18日 - 1865年3月18日

### 上院仮議長
- ロバート・ウッドワード・バーンウェル（バージニア州）

## 議員

### 上院
再選: X

#### アラバマ州
- ロバート・ジェミソン・Jr. X
- リチャード・ワイルド・ウォーカー

#### アーカンソー州
- ロバート・ウォード・ジョンソン X
- チャールズ・バートン・ミッチェル  X （1864年9月20日死去）
- ---- オーガスタス・ヒル・ガーランド（1864年11月8日補欠就任）

#### フロリダ州
- ジェームズ・マクネア・ベーカー X
- オーガスタス・エメット・マクスウェル X

#### ジョージア州
- ベンジャミン・ハーヴィー・ヒル X
- ハーシェル・ヴェスパジアン・ジョンソン X

#### ケンタッキー州
- ヘンリー・コーネリアス・バーネット X
- ウィリアム・エメット・シムズ X

#### ルイジアナ州
- トーマス・ジェンキンス・セメス X
- エドワード・スパロー X

#### ミシシッピ州
- アルバート・ガラティン・ブラウン X
- ジョン・ウィリアム・クラーク・ワトソン

#### ミズーリ州
- ウォルド・ポーター・ジョンソン X
- （上院議員選挙が不可能だったために欠員）
- ---- ジョージ・グラハム・ヴェスト（1865年1月12日補欠就任）

#### ノースカロライナ州
- ウィリアム・セオフィラス・ドーチ X
- ウィリアム・アレグザンダー・グラハム

#### サウスカロライナ州
- ロバート・ウッドワード・バーンウェル X
- ジェームズ・ローレンス・オア X

#### テネシー州
- ランドン・カーター・ヘインズ・Sr. X
- ガスタヴァス・アドルファス・ヘンリー・Sr. X

#### テキサス州
- ウィリアム・シンプソン・オールダム・Sr. X
- ルイス・トレゼヴァント・ウィルフォール X

#### ヴァージニア州
- ロバート・マーサー・タリアフェロー・ハンター X
- アレン・テーラー・カパートン X

### 下院
- 選挙区別
- 再選: X

#### アラバマ州
- 1: トーマス・ジェファーソン・フォスター X
- 2: ウィリアム・ラッセル・スミス X
- 3: W.R.R. コッブ（連邦派と認められて議会は議席を与えることを拒否し、空席になる。）
- 4: マーカス・ヘンダーソン・クルークシャンク
- 5: フランシス・ストラザー・リオン X
- 6: ウィリアム・パリッシュ・チルトン・Sr. X
- 7: デヴィッド・クロプトン X
- 8: ジェームズ・ラーレンス・ピュー X
- 9: ジェームズ・シェルトン・ディキンソン

#### アーカンソー州
- 1: フェリックス・アイヴズ・バトソン X
- 2: ルーファス・キング・ガーランド・Jr.
- 3: オーガスタス・ヒル・ガーランド  X （1864年11月8日、上院に移り、辞任する。）
- ---- デヴィッド・ウィリアムソン・キャロール（1865年1月11日、補欠・就任。）
- 4: トーマス・バートン・ハンリー X

#### フロリダ州
- 1: サミュエル・St.ジョージ・ロジャーズ
- 2: ロバート・ベンジャミン・ヒルトン X

#### ジョージア州
- 1: ジュリアン・ハートリッジ X
- 2: ウィリアム・エフレイム・スミス
- 3: マーク・ハーデン・ブランドフォード
- 4: クリフォード・アンダーソン
- 5: ジョン・トループ・シューメイク
- 6: ジョゼフ・ハバード・エコルズ
- 7: ジェームズ・ミルトン・スミス
- 8: ジョージ・ネルソン・レスター
- 9: ハイラム・パークス・ベル
- 10: ウォーレン・エイキン・Sr.

#### ケンタッキー州
- 1: ウィリアム・ベンソン・メイチェン X
- 2: ジョージ・ワシントン・トリプレット
- 3: ヘンリーイングリッシュ・リード X
- 4: ジョージ・ワシントン・ユイング X
- 5: ジェームズ・ストーン・クリスマン X
- 6: セオドア・レグランド・バーネット X
- 7: ホレーショ・ワシントン・ブルース X
- 8: ハムフリー・マーシャル
- 9: エリ・メットカルフェ・ブルース X
- 10: ジェームズ・ウィリアム・ムーア X
- 11: ベンジャミン・フランクリン・ブラッドレー
- 12: ジョン・ミルトン・エリオット X

#### ルイジアナ州
- 1: チャールズ・ジャック・ヴィルレ X
- 2: チャールズ・ミギル・コンラッド X
- 3: ダンカン・ファラル・ケナー X
- 4: ルーシャス・ジャック・ヂュプレ X
- 5: ベンジャミン・ルイス・ホッジ（1864年8月12日死去）
- ---- ヘンリー・グレー（1864年12月28日補欠当選により就任）
- 6: ジョン・パーキンス・Sr. X

#### ミシシッピ州
- 1: ジェフー・アマジア・オア
- 2: ジョン・ティルマン・ラムキン
- 3: イスラエル・ヴィクター・ウェルチ X
- 4: ヘンリー・カジンズ・チェンバーズ X
- 5: オソー・ロバーズ・シングルトン X
- 6: エセルバート・バークスデール X
- 7: ウィリアム・ダンバー・ホルダー

#### ミズーリ州
- 1: トーマス・ラウンズ・スニード
- 2: ニムロッド・リンゼー・ノートン
- 3: ジョン・バロック・クラーク・Sr.
- 4: アーロン・H・コンロー X
- 5: ジョージ・グラハム・ヴェスト X （上院議員就任のため1865年1月12日に辞任する。）
- 6: ペーター・シングルトン・ウィクス
- 7: ロバート・アンソニー・ハッチャー

#### ノースカロライナ州
- 1: ウィリアム・ネーサン・ハレル・スミス X
- 2: ロバート・ルーファス・ブリジャーズ X
- 3: ジェームズ・トーマス・リーチ
- 4: トーマス・チャールズ・フューラー
- 5: ジョシア・ターナー
- 6: ジョン・アダムズ・ギルマー
- 7: ジェームズ・マディソン・リーチ
- 8: ジェームズ・グラハム・ラムゼー
- 9: バージス・シドニー・ゲーザー
- 10: ジョージ・ワシントン・ローガン

#### サウスカロライナ州
- 1: ジェームズ・ハーヴェー・ウィザースプーン・Jr.
- 2: ウィリアム・ポーチャー・マイルズ X
- 3: ルイス・マローン・エア・Jr. X
- 4: ウィリアム・ダンラップ・シンプソン X
- 5: ジェームズ・ファロー X
- 6: ウィリアム・ウォーターズ・ボイス X

#### テネシー州
- 1: ジョゼフ・ブラウン・ハイスケル X
- 2: ウィリアム・グラハム・スワン X
- 3: アーサー・St.クレア・コリャー
- 4: ジョン・ポーリー・マレー
- 5: ヘンリー・ステュアート・フート  X （1865年初頭、除名。平和を呼びかけるために合衆国に赴いたために連合国を裏切ったとされた。）
- 6: エドウィン・オーガスタス・キーベル
- 7: ジェームズ・マッコーラム
- 8: トーマス・メニース X
- 9: ジョン・デウィット・クリントン・アトキンス X
- 10: ジョン・ヴァインズ・ライト X
- 11: マイケル・ウォルシュ・クラスキー

#### テキサス州
- 1: スティーヴン・ハード・ダーデン
- 2: キャレブ・クレアボーン・ハーベート X
- 3: アンソニー・マーティン・ブランチ
- 4: フランクリン・バーロー・セクストン X
- 5: ジョン・ロバート・ベーラー
- 6: シンプソン・ハリス・モーガン

#### ヴァージニア州
- 1: ローバート・ラテーン・モンターギュ
- 2: ロバート・ヘンリー・ホイットフィールド（1865年3月2日辞任）
- 3: ウィリアム・カーター・ウィッカム
- 4: トーマス・サンダース・ゴルソン
- 5: トーマス・スタンホープ・ボコック X
- 6: ジョン・グード・Jr. X
- 7: ウィリアム・キャベル・ライヴズ・Sr.（1865年3月7日辞任）
- 8: ダニエル・コールマン・デジャーネット・Sr. X
- 9: デヴィッド・ファンステン X
- 10: フレデリック・ウィリアム・マッキー・ホリデー
- 11: ジョン・ブラウン・ボールドウィン X
- 12: ウォーラー・レッド・ステープルズ X
- 13: ラファイエット・マクマレン
- 14: サミュエル・オーガスティン・ミラー X
- 15: ロバート・ジョンストン X
- 16: チャールズ・ウェルズ・ラッセル X

### 地域代表人

#### アリゾナ準州
- マーカス・マクウィリー X

#### チェロキー
- イライアス・コーニーリアス・バウディノット X

#### チョクトー
- サミュエル・ベントン・キャラハン